# Kriegserinnerungsmedaille 1912/1913

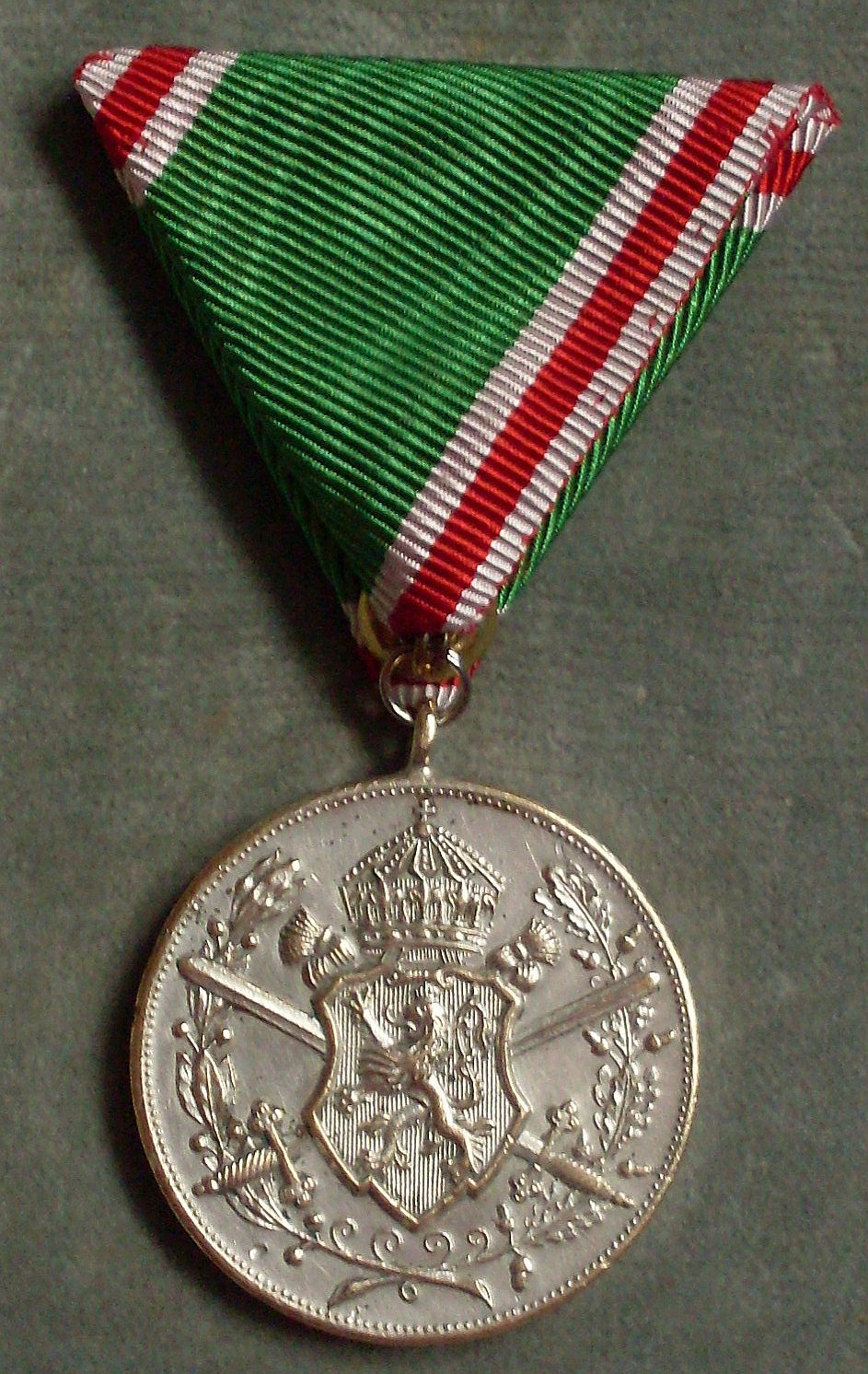
Avers der Kriegserinnerungsmedaille 1912/1913 für Kombattanten

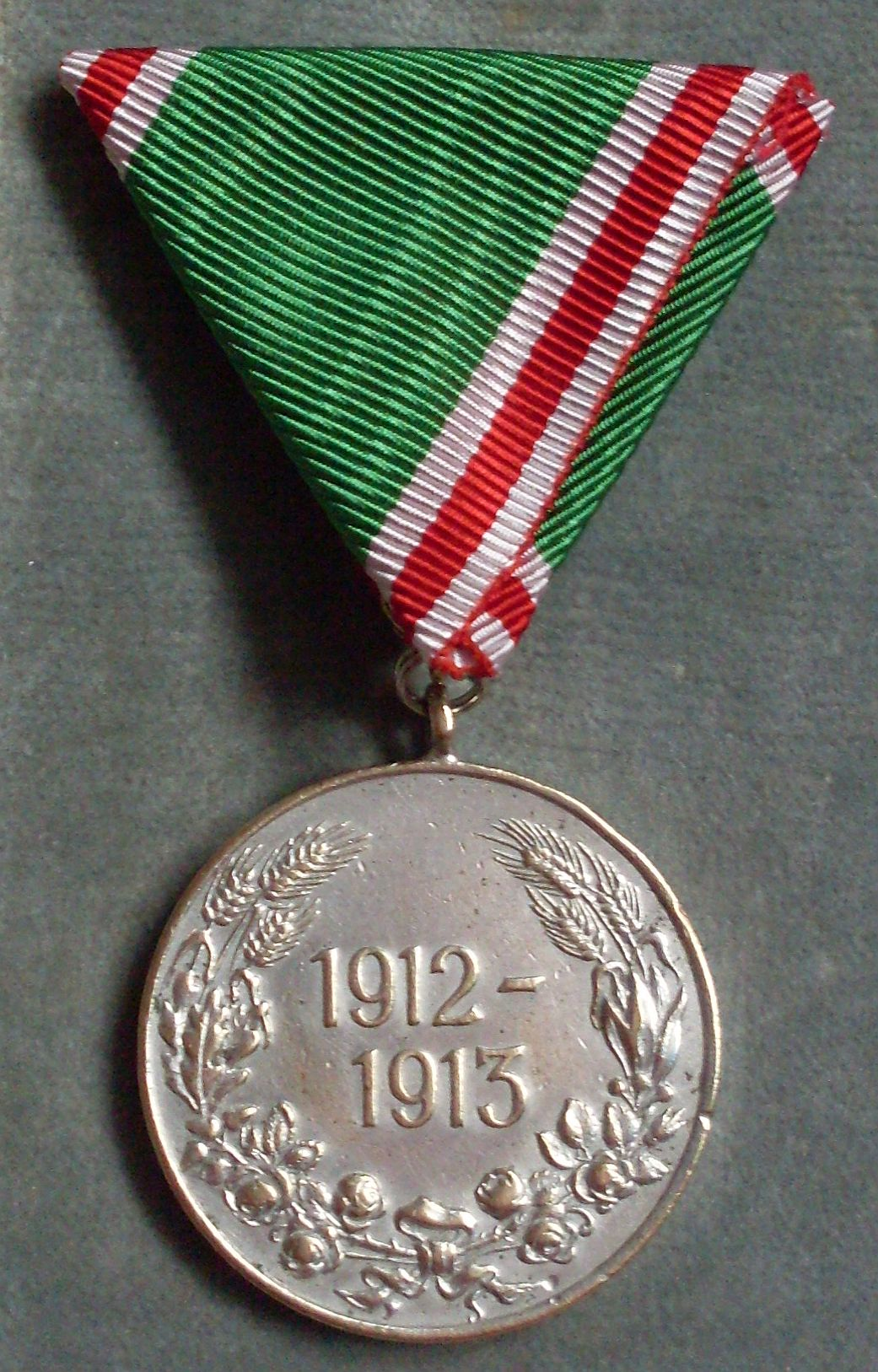
Revers der Kriegserinnerungsmedaille 1912/1913 für Kombattanten

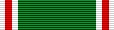

Aus Anlass des Balkankrieges von 1912/1913 stiftete der bulgarische Zar Boris III. per Dekret vom 9. Dezember 1933 die Kriegserinnerungsmedaille 1912/1913. Die Auszeichnung konnte an noch lebende Kombattanten, Nichtkombattanten sowie an Hinterbliebene verliehen werden.

## Aussehen
Die versilberte runde Medaille mit einem Durchmesser von 31 mm und eine Stärke von 3 mm zeigt im Avers mittig das erhaben geprägte Staatswappen Bulgariens unterlegt von zwei diagonal gekreuzten und nach oben gerichteten Schwertern. Umschlossen wird das Symbol von zwei unten gekreuzten Lorbeer- bzw. Eichenlaubzweigen. Das Revers zeigt dagegen mittig die erhaben geprägte Jahreszahl des Krieges 1912 - / 1913. Umschlossen werden die Jahreszahlen von zwei unten gekreuzten Zweigen, die zunächst aus Rosenzweigen, dann Eichenlaubzweigen und an ihren Enden in Ähren übergehen. 

## Trageweise
Getragen wurde die Kriegserinnerungsmedaille 1912/1913 an der linken oberen Brustseite an einem 39 mm breiten grünen Dreiecksband, dessen Saum für Kriegsteilnehmer beidseitig rot-weiß-rot-weiß gehalten war. Bei dem Ordensband für Nichtkämpfer war zusätzlich ein senkrechter weißer, für Hinterbliebene ein schwarzer Mittelstreifen eingewebt. Personen weiblichen Geschlechts trugen die Medaille an einem Schleifenband. Im Übrigen war die Medaille 1912/13 vor derjenigen des Feldzuges 1915/1918 zu tragen.

## Sonstiges
Das Anrecht auf Verleihung war auf Taten und Verdienste beschränkt, die im Zeitraum vom 5. Oktober 1912 bis 31. Juli 1913 vollbracht bzw. erworben sein mussten.